# Unión Femenina del Paraguay
Unión Femenina del Paraguay (UFP) var en förening för kvinnors rättigheter i Paraguay, grundad 1936. Det var en av landets första kvinnorättsorganisationer. 
UFP bildades efter att februarirevolutionen 1936 förde en progressiv regering till makten. Bland dess grundare fanns kommunisterna Dora Freis de Barthe och Emiliana Escalada. María Freixe de Casati blev dess ordförande, sedan efterträdd av Inés Enciso Velloso.
Föreningen verkade för kvinnors rättigheter utifrån en feministisk och socialistisk perspektiv. UFP tog kontakt med kvinnorörelsen i andra länder för samarbete. 
Genom statskuppen 1937 och störtandet av februarirevolutionens regering upplöstes även UFP och därmed även den organiserade kvinnorörelsen i landet för lång tid framåt. 
UFP utgav tidningen Por la Mujer de la Unión Femenina del Paraguay.